# 菜地塱村
菜地塱村是中华人民共和国广东省广州市从化区太平镇所辖的一个行政村。村委会设在菜地塱，位于神岗圩北面约3千米。1958年人民公社化时成立菜地塱大队，因驻在菜地塱而得名。1983年12月并入连和乡，1987年1月分出改称村。辖3条自然村（菜地塱、大湴、梓田）。1998年时，全村共有1456户，人口6581人。